# Bouge (Belgique)
Pour les articles homonymes, voir Bouge (homonymie).
Bouge (en wallon Boudje) est une section de la ville belge de Namur située en Wallonie dans la province de Namur. C'était une commune à part entière avant la fusion des communes de 1977.

## Toponymie
Bouge doit probablement son nom à la présence d'un burg fortifié en ce lieu (sous le Bas-Empire romain, la région a possédé des burgi, postes de défense et de protection).
Au cours des années, les formes suivantes furent utilisées : 
- Burges en 1214 ;
- Bourgez en 1398 ;
- Bourges en 1445 ;
- Bougez en 1456 ;
- Bouges en 1481.

## Géographie

### Lieux-dits
La toponymie de Bouge recense de nombreux lieux-dits : À la Potresse, Moulin-à-Vent, Bois de Bouge, À la Roche, Fond Delvaux, À la Pêcherie, Au Village, Forêt (Petite Forêt), Chemin des Mines, Coquelet, Ponty, Sardanson, Trou Marie-Lisotte, Plomcot (partiellement sur Bouge), Tienne de Bouge (maintenant rue Georges Attout).

#### La Potresse
La Potresse (ou Poteresse) est le nom donné à une mare dans la campagne de Bouge. Non loin, se trouvent les ruines d'un ancien puits de mine probablement lié à la mine de Plomeco. On découvrit à proximité de cet endroit une tombe belgo-romaine renfermant divers vases.

#### Moulin-à-Vent
Le nom du quartier de Moulin-à-Vent vient de l'autorisation d'implanter trois moulins à vent à Bouge (la demande date de 1730). Un seul aurait été construit, mais il fut brûlé cinq ans après.

## Démographie
- Sources : INS ; rem. : 1831 jusqu'en 1970 = recensements, 1976 = nombre d'habitants au 31 décembre.

## Histoire

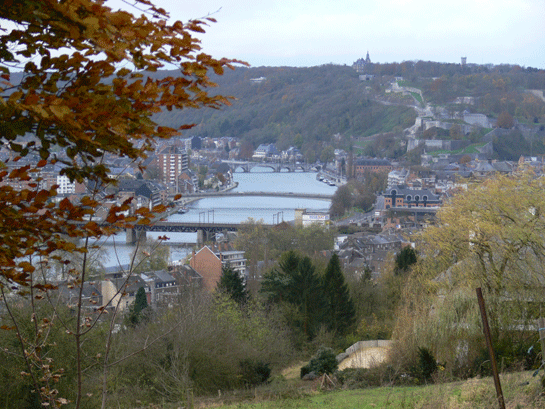
Le point de vue du Grand Feu de Bouge.

Namur fut autrefois une place-forte très importante et le plateau de Bouge, qui lui fait face, eut bien souvent son rôle à jouer dans les sièges que la ville eut à subir. À partir du XVIe siècle, Bouge est le théâtre d'opérations militaires. 
En 1578, après la Bataille de Gembloux, Don Juan d'Autriche vint avec son armée s'y installer. Il y décéda le  
1er octobre 1578, victime d'une épidémie de typhus. Son passage a laissé des traces: la ferme « Don Juan d'Autriche » est le bâtiment où il serait mort. On trouve également à Bouge la 'rue de Lépante' et la 'rue Don Juan d'Autriche'. 
Lors du siège de la ville de Namur en 1692, une partie des quartiers du roi Louis XIV s'installa à Bouge. Après la reddition de Namur, Vauban dota la ville de bastions avancés aux abords du plateau de Bouge : les forts de Saint-Antoine, Pied Noir, Saint-Fiacre et Balard. Les Français munirent de retranchement la cense de Coquelet.
En 1695, le roi d'Angleterre Guillaume III s'empare de la colline de Bouge afin d'attaquer Namur par le rempart Saint-Nicolas.
En 1695-1696, l'ingénieur hollandais Meno van Coehoorn construit le fort de Coquelet qui fut sans doute au départ un projet de Vauban.
En 1704, les Français assiégés et bombardés par les Hollandais renforcent leurs batteries de la citadelle de Namur en plaçant un supplément d'artillerie à Bouge.
En 1746, la ville de Namur fut à nouveau assiégée et, de nouveau, c'est à Bouge que le Comte de Lowendal prit ses quartiers.
Le 23 août 1914, 
les 71e et 95e RI de l'armée impériale allemande, passèrent par les armes dix-huit civils et détruisirent quarante-huit maisons. Ces faits sont expliqués dans l'ouvrage de Horne et Kramer : Atrocités allemandes.

## Administration

### Bourgmestres
Liste des bourgmestres depuis la période hollandaise jusqu'à la fusion des communes de 1977, lorsque Bouge fut rattaché à Namur. 
| Période   | Nom                  |
| --------- | -------------------- |
| 1815-1817 | Adrien Michotte      |
| 1817-1843 | Philippe Lanselle    |
| 1843-1844 | Maximilien Galloy    |
| 1844-1852 | Antoine Huccorne     |
| 1852-1893 | Honoré Delimoy       |
| 1893-1896 | François Lemercinier |
| 1896-1932 | Louis Delimoy        |
| 1932-1954 | Georges Attout       |
| 1954-1964 | Jean Attout          |
| 1964-1976 | André Collard        |

## Patrimoine et culture

### Patrimoine architectural bougeois
Plusieurs sites et monuments furent classés au patrimoine de Wallonie, conformément à la loi du 7 août 1931 sur la conservation des monuments et des sites :
- le point de vue du Grand Feu de Bouge classé comme site le 4 octobre 1974, qui propose un panorama sur la citadelle de Namur et sur Jambes ;
- la Ferme de Ponty (façades et toitures) classée comme monument et ses alentours comme site le 4 août 1983 ;
- le centre ancien du village classé comme site le 5 juillet 1989 ;
- le bois de Coquelet classé comme site le 26 septembre 1991.

### Ferme de Ponty
La ferme de Ponty (anciennement Pontich) appartenait à l'Hospice des Grands-Malades. Au XVe siècle, la ferme devint un établissement communal. Elle finit par relever du Grand Hôpital de Namur et ensuite de la Commission d'assistance publique de Namur.

### Culture

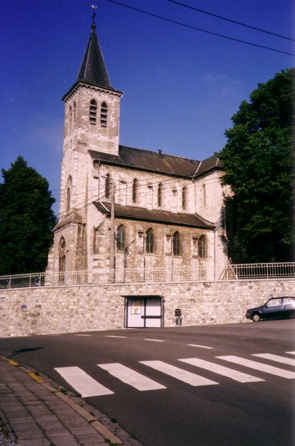
Église Sainte-Marguerite.

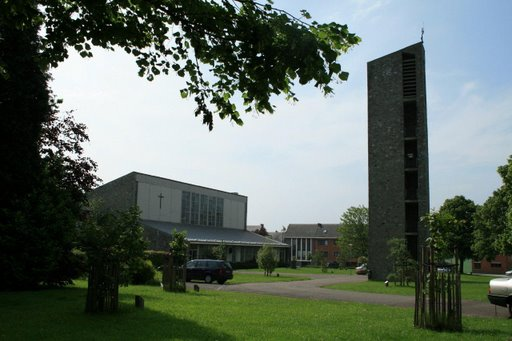
Église du Moulin-à-Vent.

#### Culte (chapelles, églises, paroisses)

##### Église Sainte-Marguerite
L’église Sainte Marguerite fut bâtie en 1870. Elle est située place Sainte Marguerite, à l'emplacement de la chapelle de Sainte Marguerite d'Antioche datant de 1713. C'est un édifice de type néo-gothique en pierre calcaire. Elle devint paroisse en 1838.

##### Église du Moulin-à-Vent
L’église du Moulin-à-Vent à Bouge située place des Tilleuls a été inaugurée en 1968. Elle fut construite pour remplacer la chapelle du Moulin-à-Vent devenue trop petite.
Cette chapelle se trouvait en bordure de la Chaussée de Louvain au niveau du numéro 304. Elle dépendait autrefois de la paroisse namuroise de Saint Joseph. En 1839, elle fut réunie à la paroisse Sainte Marguerite, et devint paroisse à son tour en 1929. La chapelle fut rasée en 1970.

##### Chapelle Sainte-Rita
Les religieux de l'ordre de Saint-Augustin d'Heverlee vinrent s'établir dans un château ayant appartenu en 1893 à la baronne de Cartier. Ils construisirent dans la propriété la chapelle de Sainte Rita, patronne des causes désespérées. Dans des caves voûtées sous la chapelle, les pères Augustins ont aménagé une crypte où l'on peut voir un sarcophage transparent dans lequel repose une figure de cire de grandeur naturelle représentant la sainte. Cette chapelle est devenue un lieu de pèlerinage.

#### Folklore

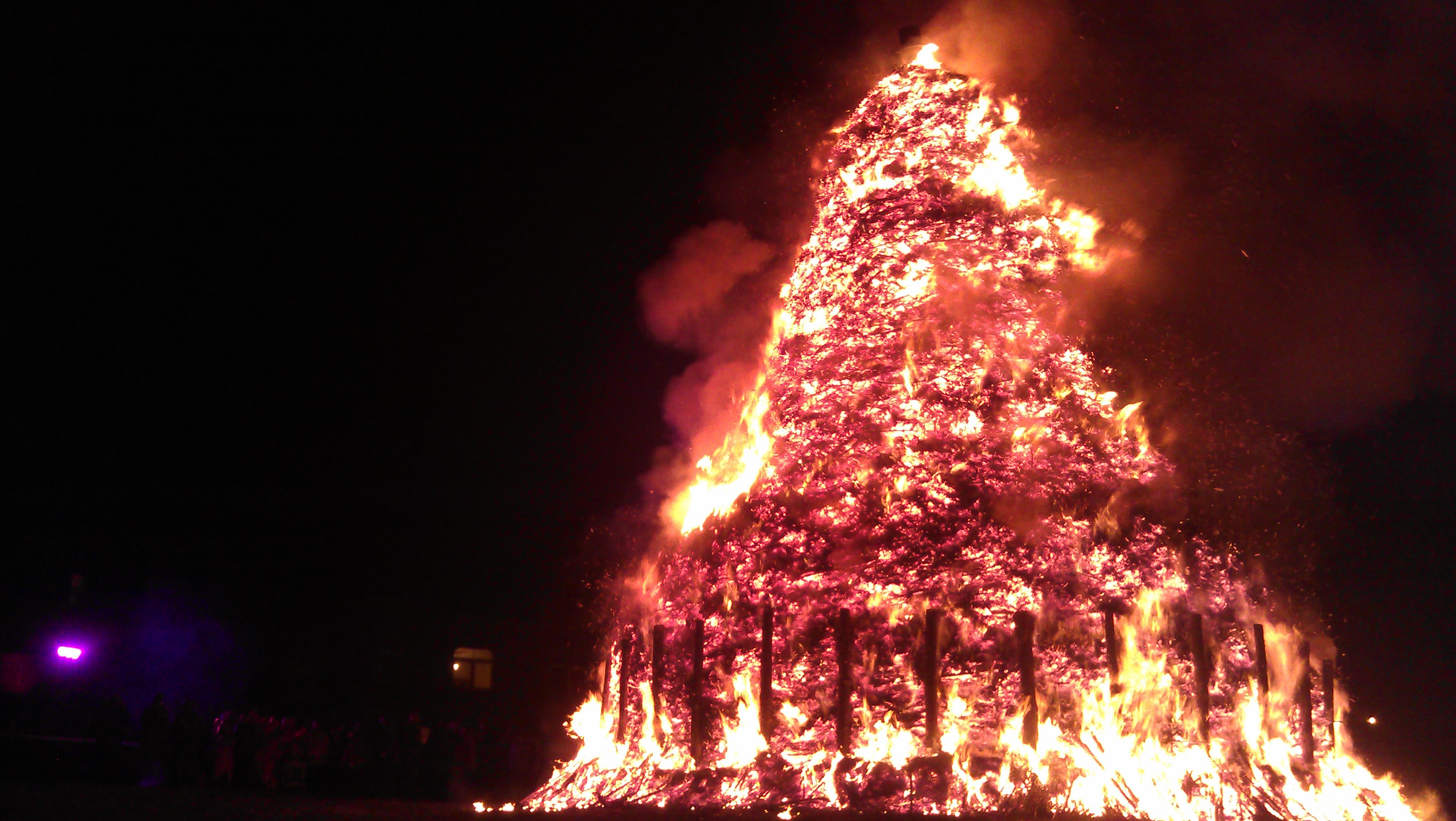
Grand Feu de Bouge.

Au premier dimanche du Carême, (dénommé "Dimanche des Brandons"), la tradition veut qu'on brûle le Bonhomme Hiver au point de vue de Bouge (site classé) dans le grand feu le plus célèbre de Wallonie,. Outre le bûcher de Bouge, six feux périphériques sont allumés tout autour de la vallée namuroise et la légende veut que quiconque peut voir ces sept feux en même temps sera protégé, l'année entière, des sorcières et grimaciers. La Confrérie du Grand Feu Traditionnel de Bouge, devenue société Royale en l'année 2007, organise cet évènement depuis 1957. Cette coutume remonterait au Moyen Âge, où l'on fêtait la fin de l'hiver en détruisant par le feu les restes de bois de chauffage.

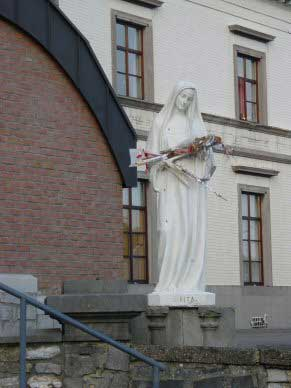
Statue de Sainte-Rita à Bouge.

## Enseignement
Bouge accueille sur son territoire 
- l'école Sainte Marguerite de Bouge (enseignement maternel et primaire)
- l'école communale de Bouge (enseignement maternel et primaire)
- le centre scolaire Claire d'Assise comprenant une école fondamentale et une école professionnelle secondaire d'enseignement spécialisé.